# Krompach

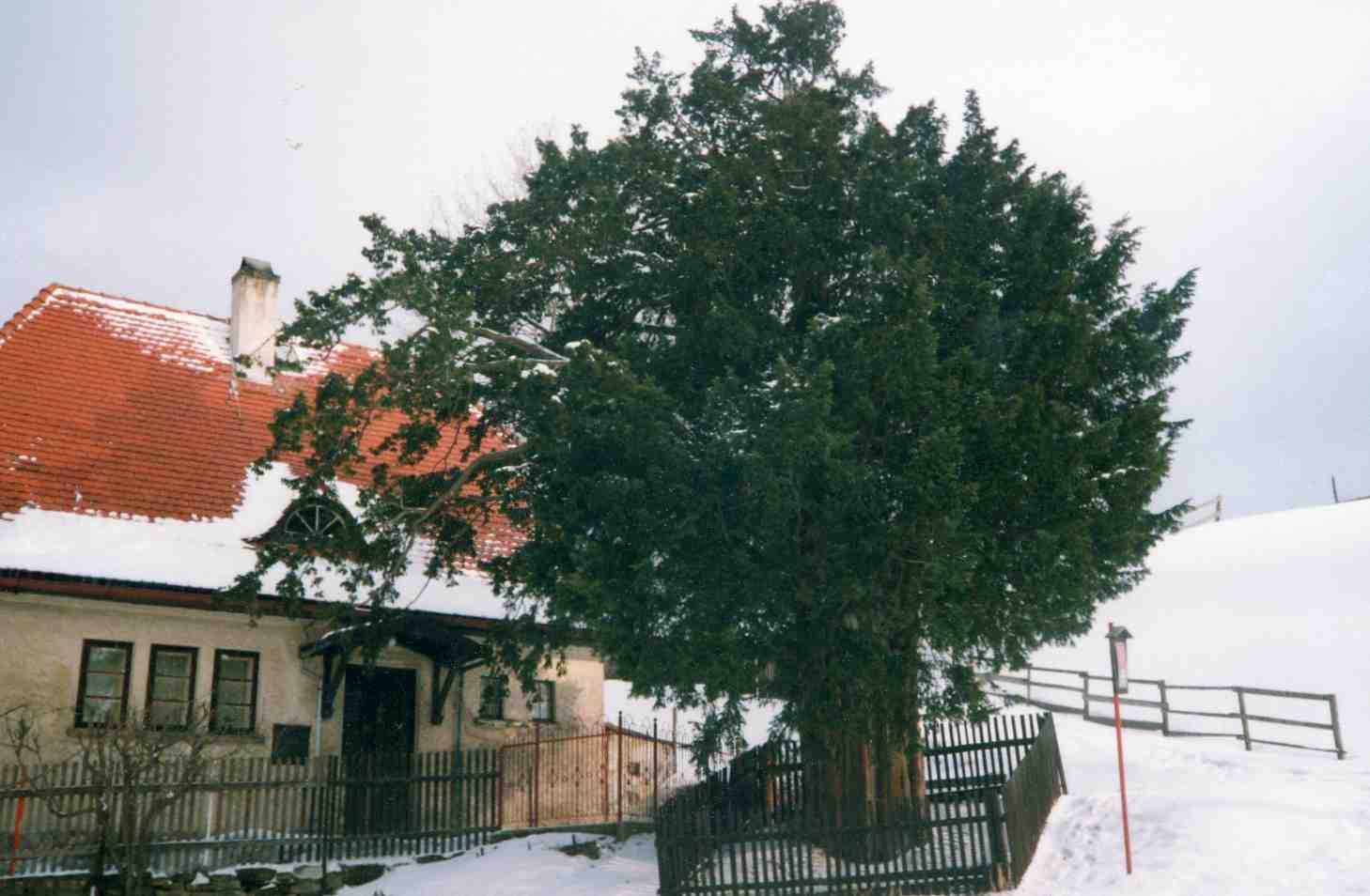
500-jährige Eibe in Krompach

Krompach (deutsch Krombach) ist eine Gemeinde des Okres Česká Lípa in der Region Liberec im Norden der Tschechischen Republik.

## Geographie

### Geographische Lage
Krompach befindet sich am Südhang des Zittauer Gebirges. Der Erholungsort liegt im Tal des Baches Krompašský potok unter dem Hochwald (Hvozd).

### Gemeindegliederung
Die Gemeinde Krompach besteht aus den Ortsteilen Juliovka (Juliusthal), Krompach (Krombach) und Valy (Schanzendorf). Einzige Grundsiedlungseinheit ist Krompach.

### Nachbarorte
|                         | Jonsdorf                                    |       |
| Mařenice (Großmergthal) | Kompassrose, die auf Nachbargemeinden zeigt | Oybin |
|                         | Jablonné v Podještědí (Deutsch Gabel)       |       |

## Geschichte
1391 wurde die Siedlung erstmals als zum Herrschaftsgut Milštejn (Mühlstein) gehörige Ortschaft mit Mühlen erwähnt. Vor dem Jahr 1549 wurde die Ortschaft als Dorf der Glasmacher bekannt. 1687 gründete Julius Franz von Sachsen-Lauenburg, damals Besitzer der Herrschaft Reichstadt, eine Glashütte in Juliustal. Später entwickelte sich die Heimweberei im Ort. Ab dem 19. Jahrhundert wurde die Gegend zu einem Erholungsgebiet.
Vom Ortsteil Valy gibt es zwei Wanderwege nach Deutschland; einer führt in den Kurort Jonsdorf und der andere nach Hain. Im Jahr 2011 wurde der Grenzübergang an der Straße nach Jonsdorf auch für Pkws geöffnet.

## Sehenswürdigkeiten
- Im Dorf befinden sich die Kirche der Heiligen Vierzehn Nothelfer von 1782 mit einer Kanzel im Rokokostil.
- drei geschützte Eiben

In der Nähe des Ortes befinden sich die Jánské kameny (Johannisstein).